# Tangenziale di Treviso
Per tangenziale di Treviso si intende comunemente il tratto della strada regionale 53 Postumia compreso tra Paese e Silea lungo circa 10 km che aggira a sud il centro storico di Treviso. Viene classificata come strada extraurbana secondaria, pur presentando due carreggiate separate da spartitraffico con due corsie per senso di marcia (per i quali si differenzia dal resto della SR 53).
Dal 2003 è gestita da Veneto Strade.

## Storia
Fino al 2004 la tangenziale era sprovvista di svincoli propriamente detti; le uscite erano costituite da semplici rotatorie. La costruzione di viadotti ha permesso al traffico di percorrere l'arteria senza la necessità di transitare entro le rotatorie. Le ultime modifiche di questo tipo sono avvenute nell'estate del 2009 con la sostituzione del semaforo all'incrocio con la Noalese.
Nel 2010, per far fronte ad un volume di traffico sproporzionato nelle ore di punta in prossimità dell'uscita obbligatoria di "Paese - Quinto", i comuni di Treviso e Paese hanno intrapreso un iter per la progettazione di una soluzione alternativa all'attuale svincolo.
Dal 1º febbraio 2012 sono entrati in funzione quattro autovelox, dei quali due provengono dalla circonvallazione del centro storico (il cosiddetto PUT). Dopo una settimana sono state registrate quasi 80 infrazioni al giorno, essendo il limite di velocità fissato a 90 km/h.
Nel aprile 2018 il sindaco di Treviso Giovanni Manildo scrisse alla regione Veneto al fine di sollecitare il progetto per il quarto lotto della tangenziale che prolunga la strada fino alla Feltrina nei pressi di Castagnole di Paese, in modo da evitare il passaggio per il sobborgo di Monigo e di San Giuseppe tramite la SR515.
Nel febbraio 2019 l’assessore regionale alle Infrastrutture Elisa De Berti ha dichiarato che la gestione passerà da Veneto Strade all'ANAS per agevolare il compimento del quarto lotto (costi stimati €54 milioni) e del Terraglio Est, strada che collegherà la tangenziale con la A4 all'altezza di Preganziol, passando per il comune di Casier e la sua frazione Dosson.

## Percorso
La tangenziale inizia a ovest del centro storico, all'altezza di una zona industriale tra Monigo e Paese (ma in comune di Quinto di Treviso). Piega quindi verso sud transitando per l'aeroporto e la strada Noalese. Superati il Terraglio e l'ospedale, raggiunge Silea dove si biforca, perdendo le caratteristiche di strada a due carreggiate: da una parte prosegue verso Portogruaro continuando la regionale Postumia (nel tratto detto Callalta); dall'altra dà origine alla SR 89 "Treviso-Mare", diretta verso le località balneari della costa veneziana, nonché all'uscita "Treviso Sud" dell'Autostrada A27.

### Tabella percorso
| Tangenziale di Treviso | |
| Tipo                   | Indicazione |
|                        | Castagnole - Centro Commerciale Feltrina Castagnole, Montebelluna, Feltre quartieri di Monigo e San Giuseppe                                           |
|                        | Paese - Quinto Postumia Paese, Castelfranco Veneto, Vicenza                                                                                            |
|                        | Aeroporto Aeroporto di Treviso-Sant'Angelo, Quinto di Treviso                                                                                          |
|                        | Sant'Angelo - Canizzano quartieri di Sant'Angelo e Canizzano                                                                                           |
|                        | Treviso centro Treviso centro, Treviso c.le, Conegliano Pontebbana Venezia                                                                             |
|                        | Ospedale - Terraglio Est presidio ospedaliero di Treviso, Treviso centro quartiere di Sant'Antonino, Casier, Casale sul Sile Terraglio Est (var. SS13) |
|                        | Treviso-Mare SR 89 Treviso-Mare d'Alemagna, Jesolo |
|                        | Silea centro, Lanzago di Silea, Treviso centro |
|                        | Postumia San Biagio di Callalta, Oderzo, Motta di Livenza, Portogruaro                                                                                 |